# Burbank (Illinois)
Burbank é uma cidade localizada no estado americano de Illinois, no Condado de Cook. A cidade foi incorporada em 4 de abril de 1970.

## Demografia
Segundo o censo americano de 2000, a sua população era de 27.902 habitantes.
Em 2006, foi estimada uma população de 27.669, um decréscimo de 233 (-0.8%).

## Geografia
De acordo com o United States Census Bureau tem uma área de 10,8 km², dos quais 10,8 km² cobertos por terra e 0,0 km² cobertos por água.

## Localidades na vizinhança
O diagrama seguinte representa as localidades num raio de 8 km ao redor de Burbank. 